# 陳永光
陳永光（英語：Chan Wing-kwong，1963年 - ），註冊中醫師，現任香港立法會議員（選舉委員會）、香港中文大學中醫學院客座教授，以及香港註冊中醫學會會長。

## 简历
陳永光在1983年畢業於李求恩紀念中學中五年級，持有香港浸會大學中醫學學士與中醫學碩士及廣州中醫藥大學醫學博士學位。2021年12月19日在2021年香港立法會選舉中，陳永光在醫療衞生界功能界別以第二多票數的3,446票落選，而該界別的當選人是林哲玄。他當時的政綱是主打將中醫納入公營醫療體系。 陳永光表示，現時中醫的三方協作制度並不在政府醫療架構，制度並不完善，質疑政府對中醫業界不肯負責任，才不將中醫納入體系當中。他指，「唔介意設立中醫局」，希望從體制上與其他專業職系協調。減輕醫生人手不足壓力。他指，一般市民去醫院，沒法得到中醫的服務。期望每所醫院都設立中醫門診以分流現時的病人，以中醫的優點減輕醫生人手不足帶來的壓力。而中醫康復及紓緩治療屬強項，建議設立中醫病房，針對中風、癌症能範疇，從而協助病人。在人手方面，陳永光認為，中醫的醫師薪酬架構並不公平，「點解中醫讀六年、同西醫一樣，點解出到來兩者的待遇並不相同」，認為中醫應像西醫一般有分級制度，不再由非牟利機構簽合約。他亦指，政府將不少資源撥向西醫，但中醫及其他專業職系同樣是服務市民，認為要應該善用不同資源做好協作，幫助解決現時醫療架構的不足。
2022年12月18日，在2022年香港立法會選舉委員會界別補選中，陳永光成功當選成為第七屆香港立法會議員（選舉委員會），更以一千零二十八票榮膺票王。當選後，以高票當選的陳永光表示相信大部分選委支持中醫進入立法會。12月19日，他表示已經向行政長官李家超要求發展中西醫結合，因為這不但有利中醫服務市民，更可以在尤其是西醫人手欠缺的情況下減輕醫療壓力。陳永光說李家超反應非常正面，並計劃於2023年1月會推出中醫政策倡議，希望推廣中醫服務。

## 外部連結
- 陳永光的Facebook專頁

| 香港立法會    | 香港立法會                             | 香港立法會 |
| ------------- | -------------------------------------- | ---------- |
| 前任： 張國鈞 | 立法會議員 選舉委員會 2022年12月19日－ | 現任       |